# Río Yodo

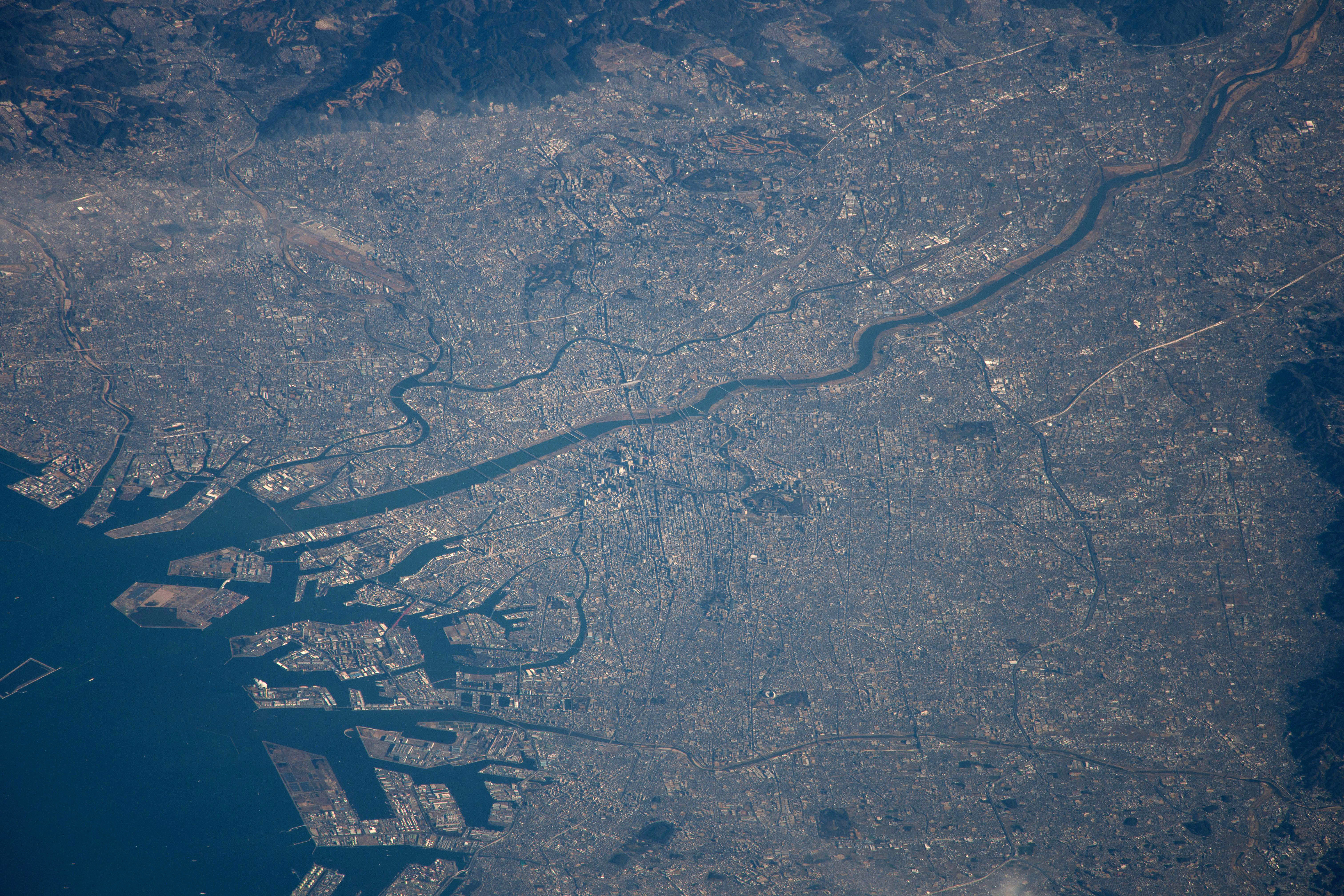
Vista aérea de Osaka y el río Yodo

El Yodo (淀川 Yodogawa?), también llamado río Seta (瀬田川 Seta-gawa) y río Uji (宇治川 Uji-gawa) en partes de su trayecto, es un río de la isla Honshu de Japón, en cuyo delta se encuentra la ciudad de Osaka. 
Nace en la orilla sur del lago Biwa, en la ciudad de Ōtsu, prefectura de Shiga, bajo el nombre de "río Seta". Aquí hay una presa que regula el nivel del lago. El Seta llega a la prefectura de Kioto y cambia su nombre por "río Uji". Luego se une con otros dos ríos, el río Katsura y el río Kizu en la prefectura de Kioto. El Katsura tiene su nacimiento en las montañas de la prefectura de Kioto, mientras que el Kizu nace en la prefectura de Mie. A partir de la unión de los tres ríos, el nuevo río recibe el nombre de Yodo, el cual fluye en dirección sur, a través de Osaka, hacia la bahía de Osaka. En la ciudad, parte del río se ha desviado hacia un canal artificial; al antiguo curso se le llama río Kyū-Yodo (literalmente, "Antiguo Río Yodo").
Tiene un régimen tributario que incluye 965 ríos, lo que lo convierte en el río con más afluentes de Japón, y su cuenca cubre un superficie de 8240 km². Tiene una longitud de 75,1 km, y un caudal medio de 163 m³/s.

## Río Uji

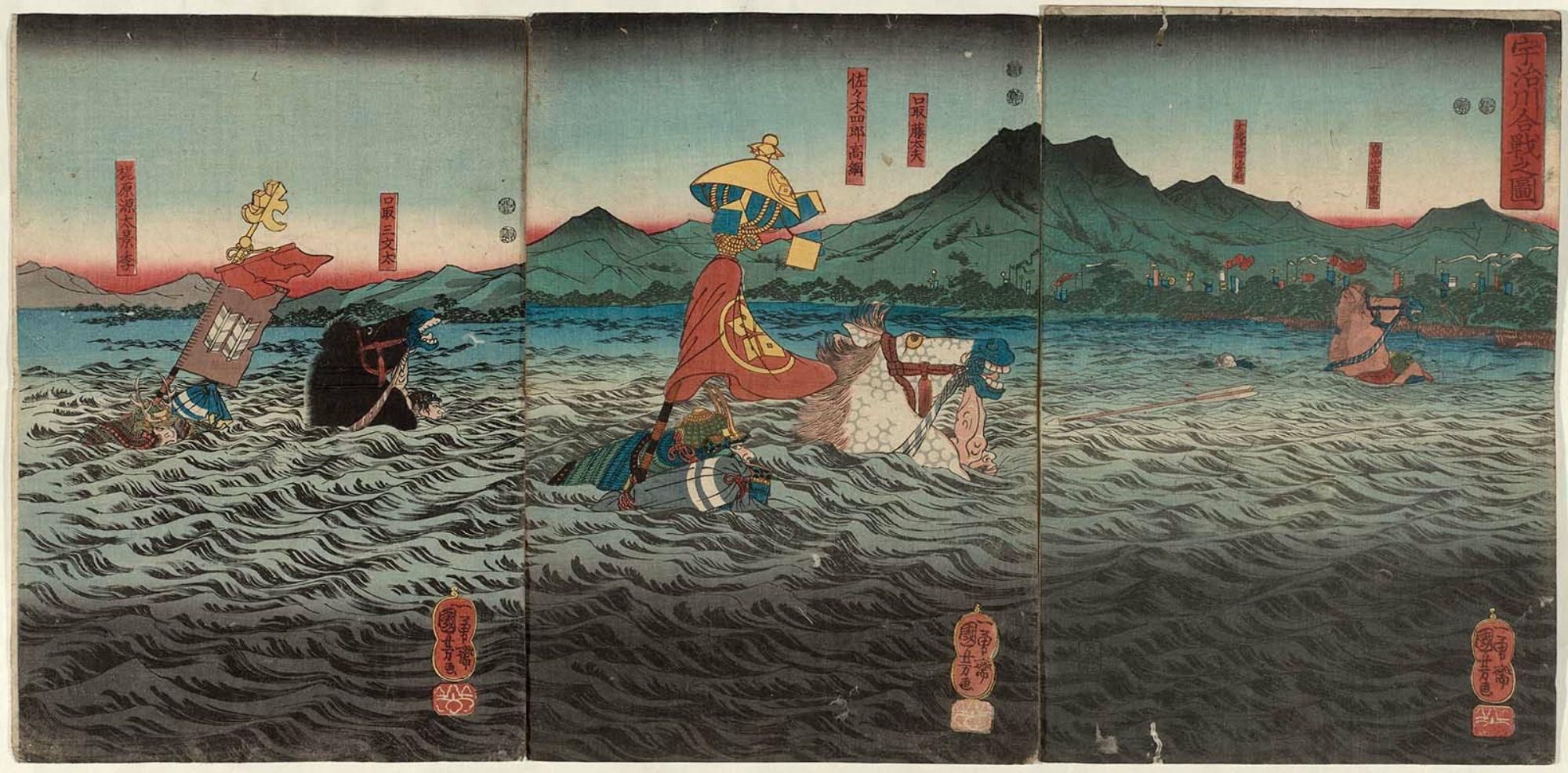
Kajiwara Kagesue, Sasaki Takatsuna y Hatakeyama Shigetada compitiendo para cruzar el río Uji antes de la segunda batalla de Uji, ukiyo-e hecho por Utagawa Kuniyoshi.

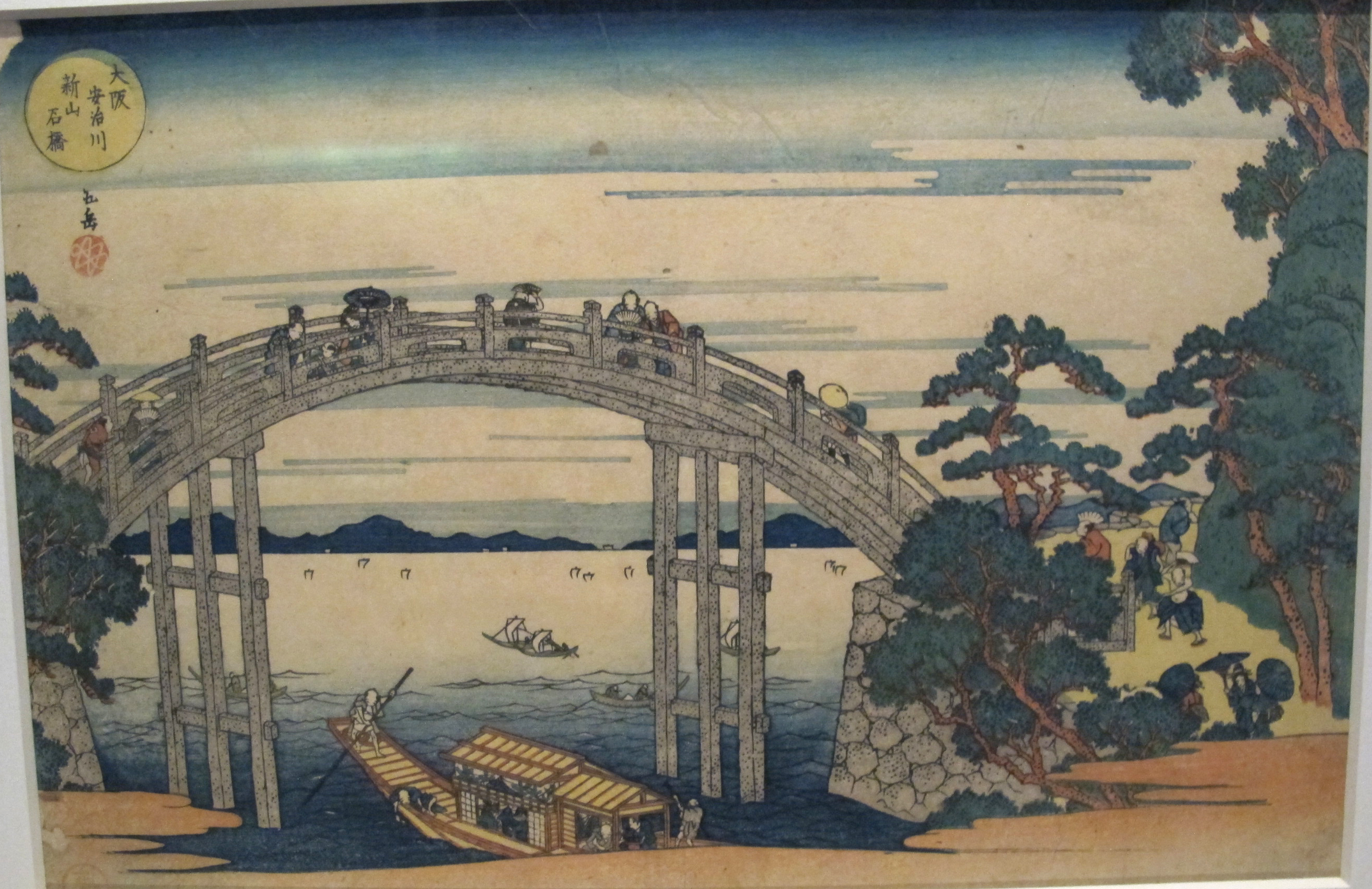
Yashima Gakutei.

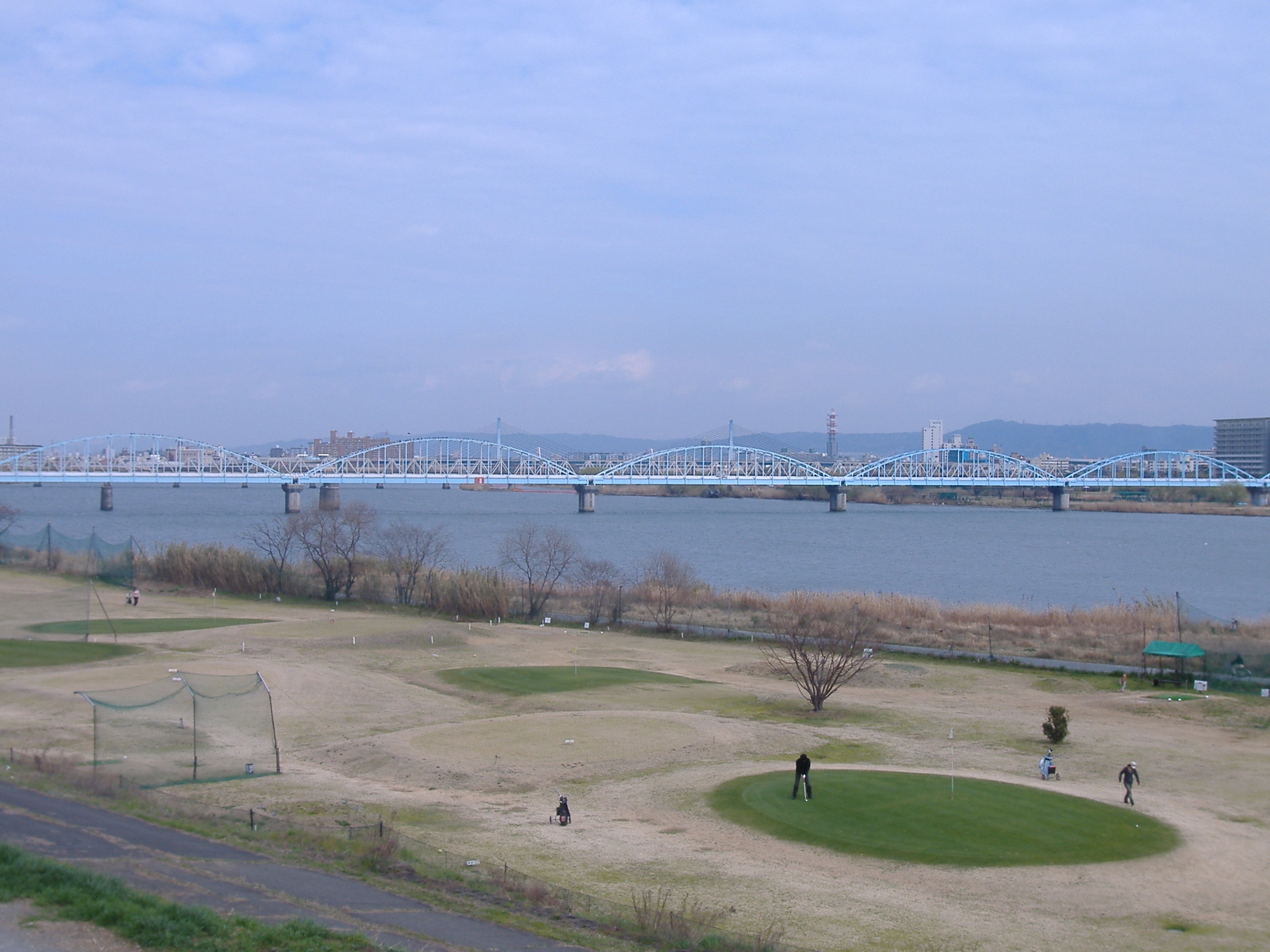
Campo de práctica de golf en la ribera del río Yodo, en Osaka.

El río Uji (nombre del Yodo en la prefectura de Kioto) es un sitio popular para pescar durante los meses de verano y otoño.
El río tiene un sitio importante en los llamados "capítulos Uji" de la Genji Monogatari, una novela escrita por la noble japonesa Murasaki Shikibu en el siglo XI.